# Добряки
«Добряки» (рос. «Добряки») — радянська кінокомедія  Карена Шахназарова 1979 року за однойменною п'єсою  Леоніда Зоріна.

## Сюжет
Гордій Кабачков — професійний аферист. Користуючись своїми «талантами» і добротою співробітників Інституту Античної культури, кіногерой Буркова здійснює стрімкий зліт кар'єрними сходами…
Переконавши кожного з членів спеціалізованої вченої ради, що все одно всі проголосують проти захисту його кандидатської дисертації, Гордій закликає «з милосердя» дати хоч один голос «за». Результатом голосування виявляється одноголосне «за».

## У ролях
- Георгій Бурков — Гордій Петрович Кабачков
- Тетяна Васильєва — Іраїда Ярославна
- Микола Волков — Ярослав Борисович Гребєшков
- Володимир Зельдін — Євген Євгенович Вітальєв
- Віктор Шарлахов — Аркадій Глібович Анютін
- Лариса Пашкова — Сичова
- Юрій Леонідов — Пилип Пилипович Колесніцин
- Олександр Сафронов — Ложкін
- Валентина Теличкіна — Надія Павлівна
- Юрій Гусєв — Митрофан Семенович Тиходонський
- Валентин Нікулін — Орест Іванович Мужескій
- Леонід Недович — епізодична роль
- Вероніка Ізотова — співробітниця у відділі інституту
- Маргарита Жарова — епізод  (немає в титрах)

## Знімальна група
- Автор сценарію:  Леонід Зорін
- Режисер-постановник:  Карен Шахназаров
- Оператор-постановник:  Володимир Шевцик
- Художники-постановники: Костянтин Степанов, Микола Поляков
- Композитор:  Марк Мінков